# Knockmealdown
Knockmealdown (en irlandais : Cnoc Mhaoldomhnaigh) est une montagne s'élevant à 794 mètres d'altitude à la frontière entre les comtés de Waterford, dont elle est le point culminant, et de Tipperary, en Irlande.

## Toponymie
Knockmealdown est l'équivalent anglais d'un ancien mot irlandais. L'original irlandaise du nom est largement considérée comme issue du mot Corc Mhaoldomhnaigh, qui signifie « colline ». En 1654, une syllabe fut ajoutée, devenant Knockmealdowny.